# No bra
Pour les articles homonymes, voir No bra (homonymie).

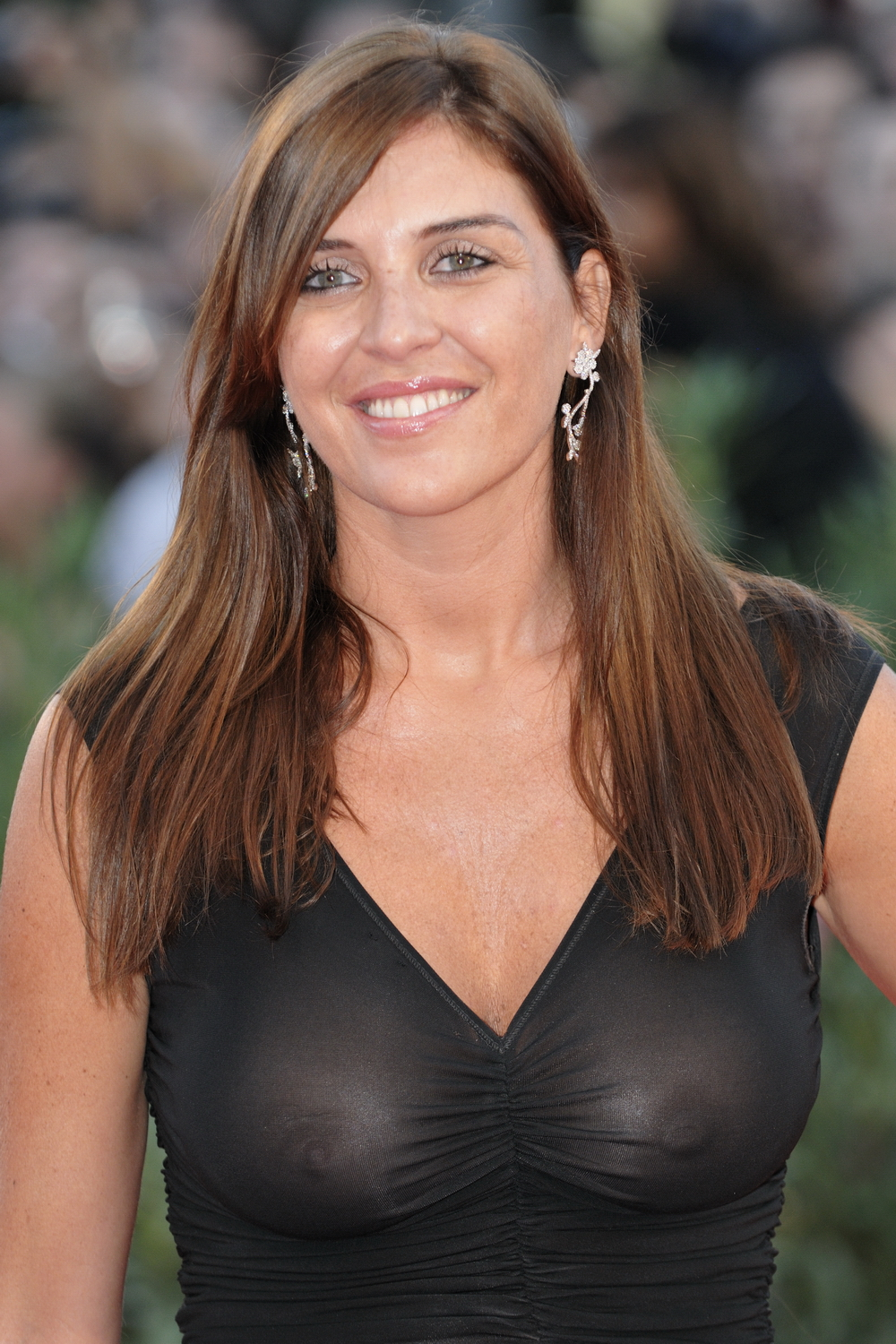
Gisella Marengo, actrice et productrice italienne, en 2009 à Venise, ne portant pas de soutien-gorge.

Le no bra (« pas de soutien-gorge » en anglais) est un mouvement consistant pour des femmes à ne volontairement pas porter de soutien-gorge, pour des raisons de confort ou féministes.

## Historique
Le premier soutien-gorge moderne, le corselet gorge, a été présenté par Herminie Cadolle à l'exposition universelle de Paris le 27 juin 1889.
Le mouvement no bra mouvement apparaît aux États-Unis avant de se développer en France, et remonterait aux années 1960. En 2018, le hashtag #nobrachallenge se déploie sur plusieurs réseaux sociaux comme Facebook, Twitter et Instagram, afin d'encourager les femmes à franchir le pas d'abandonner leur soutien-gorge,.

## Raisons et objectif
Le développement du no bra se situe à la croisée de plusieurs revendications concernant la libération du corps féminin,,,.
Il est adopté pour des raisons de confort, à travers le refus du port d'un vêtement jugé inconfortable et inutile et face au constat que porter un soutien-gorge à l'extérieur, notamment en contexte professionnel, est une injonction tandis que de nombreuses femmes ne le portent pas chez elles,,.
Le no bra peut aussi être un choix posé dans un but de réappropriation et d'acceptation de son corps. Il relève également parfois d'un acte militant, à l'encontre de l'hypersexualisation de la poitrine des femmes ainsi que de l'injonction à porter un soutien-gorge dans l'espace public.
Les raisons avancées par les femmes, outre le confort, un affranchissement des normes esthétiques, sont variées et incluent une remise en question du bien-fondé du port du soutien-gorge pour la santé. Ainsi, certaines adeptes du mouvement mettent en avant le fait que leurs problèmes de dos provoqués par leurs seins ont disparu avec l'abandon du soutien-gorge. Elles avancent également le fait que l'utilité de celui-ci pour le maintien de la fermeté des seins n'est pas démontrée.

## Envergure
Selon une étude comparative  IFOP de juin 2022 auprès de 5000 personnes couvrant l’Italie, l’Espagne, la France, l’Allemagne et le Royaume-Uni, la France serait le plus adepte du no bra dans la population adulte (6 % en France, contre une moyenne de 4 %) mais surtout chez les jeunes de moins de 25 ans : 13 % en France (contre 4% en 2020), contre à peine 3 % en Espagne, 2 % en Italie et seulement 1 % au Royaume-Uni et en Allemagne,,.
En Scandinavie, le pourcentage des femmes qui ne portent pas de soutien-gorge atteindrait 95 %.